# NGC 7745
NGC 7745 este o galaxie situată în constelația Pegas. A fost descoperită în 6 septembrie 1863 de către Albert Marth.